# E-I-E-I-(Annoyed Grunt)
E-I-E-I-(Annoyed Grunt), titulado EIEI (Gesto de disgusto) en España, Homero granjero en Hispanoamérica, es el quinto episodio de la undécima temporada de la serie animada Los Simpson, estrenado originalmente el 7 de noviembre de 1999. Fue escrito por Ian Maxtone-Graham y dirigido por Bob Anderson. En el episodio, Homer comienza un nuevo negocio, vendiendo una mezcla de tomate con tabaco altamente adictiva, que denomina "tomacco".

## Sinopsis
La familia va al cine a ver la película The Poke of Zorro (parodia de La máscara del Zorro). El Zorro y El Hombre de la Máscara de Hierro convertidos en superhéroes. De alguna manera, Homer está emocionado por la trama de la película. A la salida, Snake empuja a Marge, por lo que Homer se siente indignado y le da un golpe de guante y reta a Snake a un duelo empleando la frase extraída de la película: "Exijo una satisfacción". Éste busca su pistola, pero al no encontrarla, huye. Tras esto, Homer es aplaudido por el público del cine. Más tarde en la taberna de Moe, Moe insulta a Homer, a lo que responde con un reto a duelo igual que antes, pero Moe, para tranquilizarlo, le da una cerveza gratis. Viendo los resultados obtenidos, Homer decide aprovecharse de la situación. 
Todo marcha bien hasta que en el Kwik-E-Mart, al dar de golpes con su guante para saltarse la cola, un sureño al que le gustan los duelos lo acepta, acordando que el duelo sería con pistolas al amanecer. Homer se siente muy molesto porque alguien accedió al duelo. Al amanecer Homer se despierta pensando que es una pesadilla, hasta que ve la caravana del sureño aparcada en su casa. Entonces la familia huye engañándolo. Tras buscar varios sitios donde refugiarse, encuentran la granja en la que Homer se crio.
Para sobrevivir, deciden cultivar en la tierra allí, pero es demasiado alcalina por lo que Homer llama a Lenny para que le envíe plutonio, esperando que con éste crezca algo. Cuando lo recibe, fumiga la tierra con él, y al día siguiente la familia sale a ver las supuestamente gigantescas plantas, pero no hay plantas. Homer decide quitarse la vida, pero Lisa le dice que no lo haga porque hay brotes. Cuando ya han crecido esas plantas, con aspecto de tomatera, Bart le da un mordisco a un tomate, pero por dentro es como tabaco. Homer llama a esta adictiva planta "tomacco", que se vende exitosamente.
Entonces llega una limusina de la Tabacalera "Laramie". Estos le piden la planta, a cambio de 150 millones de dólares. Los Simpson lo discuten, y deciden que deberían darle la planta a cambio de 150 mil millones de dólares. Esta oferta es rechazada, y dejan a la familia tirada enfrente de la granja, donde los animales se están comiendo todo el tomacco. Homer consigue salvar una planta. Se refugian en la casa, que es allanada por los animales ya adictos a la nicotina del tomacco, en un violento intento de comerse la única planta del mismo que queda. Homer tira la planta, que cae en las manos de una gerente de la tabacalera. Ésta se sube a un helicóptero, escapando de Homer. Al poco después, el helicóptero se estrella por exceso de peso, ya que hay una oveja dentro.
La familia vuelve a su casa de Springfield, preguntándose por qué habían tenido que irse. Allí sigue estando el sureño. Cuando van a batirse, él huele una tarta de fruta que había hecho Marge, y se distrae para comer una rebanada. Homer le recuerda que se iban a batir, y el sureño se acuerda y le dispara en el hombro. Lisa le dice a su padre que debería ir al hospital, pero Homer decide que irá después de comer la tarta.